# 宮古信用金庫

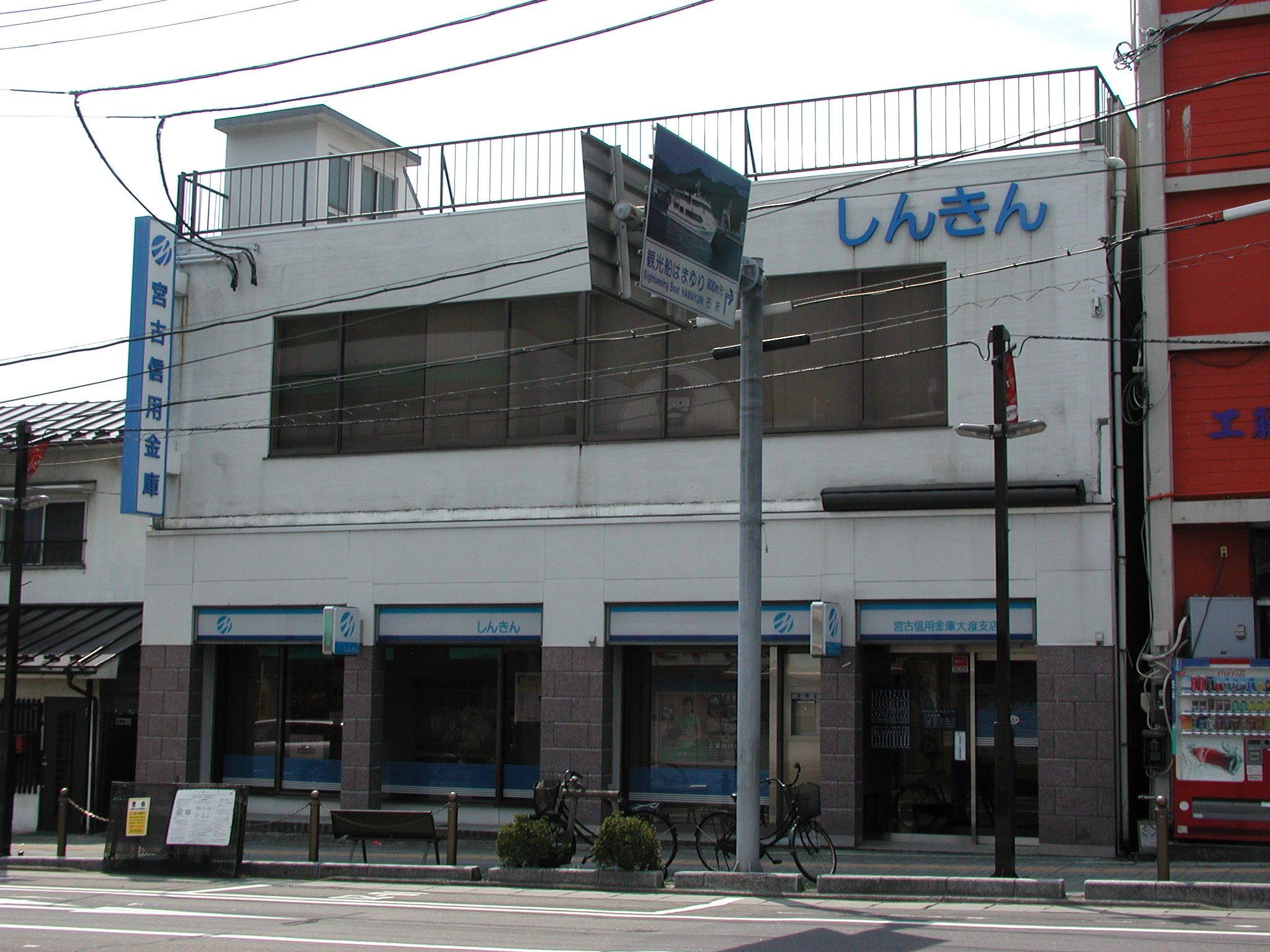
宮古信用金庫 大渡支店（釜石市：2008年5月撮影）

宮古信用金庫（みやこしんようきんこ、英語：Miyako Shinkin Bank）は、岩手県宮古市に本店を置く信用金庫である。通称はみやしん。
宮古市（旧：下閉伊郡田老町域を含む）を中心に、釜石市・下閉伊郡山田町の各地に店舗を構えている。特に、釜石市の大渡支店は、1993年（平成5年）10月に釜石信用金庫（1993年に経営破綻）から大渡支店の事業を譲り受けて開設された。
2018年度決算による預金残高は691億1,900万円。自己資本比率は40.42%。

## 沿革
- 1901年（明治34年）12月26日 - 無限責任宮古信用組合として創業。
- 1927年（昭和2年）9月22日 - 有限責任宮古信用組合を設立。
- 1935年（昭和10年）2月15日 - 組織を保証責任に改組。
- 1943年（昭和18年）10月28日 - 組織を市街地信用組合法に基づいて改組。
- 1950年（昭和25年）4月1日 - 組織を中小企業等共同組合法に基づいて改組。
- 1951年（昭和26年）12月20日 - 信用金庫法に基づき、宮古信用金庫に改組。
- 1993年（平成5年）10月1日 - 経営破綻した釜石信用金庫より大渡支店を譲り受け、宮古信金大渡支店として開設。
- 2012年（平成24年）1月 - 株式会社整理回収機構より85億円の公的資金注入を受ける（10年返済）。

## totoの払い戻し店
スポーツ振興くじ（toto）当選券の払い戻し店は以下の店舗でのみ取り扱う。
- 本店
- 山田支店
- 大渡支店

## 野球部
主な成績
- 平成27年度岩手県信用金庫野球大会　準優勝[1]
- 平成29年度岩手県信用金庫野球大会　準優勝[1]